# Йоганн Рекгофф
Йоганн Рекгофф (нім. Johann Reckhoff; 15 січня 1911, Дуйсбург — 30 листопада 1985, Лангенфельд) — німецький офіцер-підводник, корветтен-капітан крігсмаріне і фольксмаріне.

## Біографія
У листопаді 1928 року вступив на флот. З жовтня 1937 року — дивізійний і вахтовий офіцер на важкому крейсері «Адмірал граф Шпее». Після потоплення крейсера 18 грудня 1939 року інтернований аргентинською владою. У листопаді 1940 року повернувся в Німеччину. З грудня 1940 року — вахтовий офіцер на важкому крейсері «Принц Ойген».
З 1 квітня по 26 вересня 1943 року пройшов курс підводника, 27—30 вересня — курс позиціонування (радіовимірювання), з 1 жовтня по 22 листопада 1943 року — курс командира підводного човна, після чого був направлений на будівництво підводного човна U-398. З 18 грудня 1943 року — командир U-398, на якому здійснив 1 похід (23 серпня — 15 жовтня 1944). 3 листопада 1944 року переданий в розпорядження 33-ї флотилії. З 15 квітня 1945 року — командир навчального вітрильника «Альберт-Лео Шлагетер». 8 травня 1945 року взятий у полон британськими військами. 8 січня 1946 року звільнений.

## Звання
- Рекрут (листопад 1928)
- Старший писар-гість (1 грудня 1930)
- Писар-єфрейтор (1 грудня 1932)
- Помічник писаря (1 травня 1933)
- Фенріх-цур-зее (1 квітня 1934)
- Оберфенріх-цур-зее (1 вересня 1935)
- Лейтенант-цур-зее (1 січня 1936)
- Оберлейтенант-цур-зее (1 жовтня 1937)
- Капітан-лейтенант (1 жовтня 1939)
- Корветтен-капітан (1 серпня 1943)

## Нагороди
- Медаль «За вислугу років у Вермахті» 4-го класу (4 роки)
- Іспанський хрест в бронзі з мечами (6 червня 1939)
- Залізний хрест
  - 2-го класу (10 листопада 1940)
  - 1-го класу (1 липня 1941)
- Нагрудний знак флоту (22 грудня 1941)
- Нагрудний знак підводника (1 жовтня 1944)